# پنج‌شنبه سیاه اوین
پنج‌شنبه سیاه اوین اشاره به ۲۸ فروردین ۱۳۹۳ دارد که در آن، زندانیان سیاسی بند ۳۵۰ زندان اوین مورد ضرب و شتم مأموران امنیتی قرار گرفتند. در این ماجرا که در پی بازرسی وسایل زندانیان به‌وسیله نیروهای لباس شخصی صورت پذیرفت، عدهٔ قابل توجهی از زندانیان سیاسی مورد ضرب وشتم شدید قرار گرفتند و مجروح شدند.

## چگونگی
با توجه به اینکه در بازرسی‌های قبلی در بند ۳۵۰ برخی از وسایل شخصی زندانیان مفقود شده بود. زندانیان سیاسی بند ۳۵۰ درخواست بازرسی با حضور نمایندگانشان را اعلام کردند با وجود تأیید موضوع از سوی نمایندگان قوه قضائیه و ریاست زندان، نیروهای لباس شخصی حاضر در سلول‌ها با هجوم به سمت زندانیان و ضرب و شتم آنان اقدام به خارج نمودن زندانیان و نمایندگان آن‌ها از اتاق‌ها نمودند. در این حادثه بیش از ۴۰ نفر از زندانیان مجروح شده و بیش از ۳۰ نفر نیز طی دو نوبت به زندان انفرادی منتقل شدند.
۷۲ نفر از زندانیان سیاسی طی نامه‌ای از دادستان تهران درخواست کردند که به این ماجرا رسیدگی و مسببین آن را مجازات کند.
همچنین ۲۶ نفر از زندانیان آسیب دیده در این حمله طی یک نامه به حسن روحانی اعلام کردند که این ماجرا به صورت عمدی و با برنامه‌ریزی قبلی صورت گرفته‌است.
قسمتی از محتوای این نامه:
اما این بار نیروهایی که برای این مأموریت ویژه آمده بودند برخلاف گذشته تعداد زیادی دوربین فیلم‌برداری و تجهیزات دیگر به همراه داشتند. برخلاف گذشته که نیروهای حفاظت زندان و قوه قضاییه این گونه بازرسی‌ها را انجام می‌دادند تعداد زیادی نیروهای لباس شخصی که نوع رفتار آن‌ها شبیه به نیروهای ورزیده عملیاتی دستگاه‌های اطلاعاتی – امنیتی بود، اجرای بازرسی را بر عهده داشتند. این حکایت از آن داشت که وقایع آن روز قرار است متفاوت از یک بازرسی متعارف و معمولی باشد. هنگام بازرسی، با توجه به اتفاقاتی که در بازرسی‌های پیشین روی داده بود، تعدادی از زندانیان خواهان آن بودند که تخت و وسایل آن‌ها در حضور خودشان بازرسی شود تا از سوی بازرسان تخلفی صورت نگیرد. اما در نیمه‌های کار بازرسی به ناگاه تعداد زیادی از نیروهای لباس شخصی به این زندانیان که در اتاق‌ها بودند حمله کرده و با شدت هرچه تمام‌تر آن‌ها را مضروب ساختند. سپس از پشت به دستان آن‌ها دستبند زدند و چشم‌های آن‌ها را نیز با چشم‌بند پوشاندند و با این وضع آن‌ها را از راهرو زندان و پله‌ها به سمت بیرون بردند. به هنگام این انتقال نیروهای لباس شخصی و تعدادی از عناصر حفاظت زندان در دو سمت مسیر عملاً تونلی در مسیر آن‌ها تشکیل داده، در طول مسیر آنان را با ضربات متوالی باتون به سرشان و نیز لگد زدن مورد ضرب و شتم قرارداده و این اقدام خود را با فحاشی تکمیل می‌کردند.
به هنگام ضرب و شتم زندانیان فرمانده لباس شخصی‌ها مکرراً به نیروهایش دستور می‌داد که با باتون به سر افراد بزنند. برخی از این مأموران در حین این درگیری‌ها باتون را دور سر خود می‌چرخاندند و فحاشی می‌کردند. شدت این اقدامات به نحوی بود که لباس تعدادی از مضروبین برتنشان پاره شد. در بیرون بند ۳۵۰ این افراد را به مینی‌بوس منتقل کردند و تعدادی را که قادر به حرکت نبودند چند نفر با کشیدن روی زمین در مینی‌بوس انداختند و درحالی‌که کف مینی‌بوس کاملاً خون آلود بود آن‌ها را به محل دیگری منتقل کردند.

## پیامدها

### خانواده‌های زندانیان
در پی این حادثه خانواده‌ای زندانیان سیاسی به تجمع و اعتراض در خصوص امنیت بستگان خود در برابر قوه قضائیه و مجلس شورای اسلامی پرداختند که به برخورد فیزیکی مأموران سپاه ، لباس شخصی های وزارت اطلاعات و نیروی انتظامی مستقر جلوی زندان با ایشان  منجر شد. در این تجمعات ۷ نفر از معترضان حمله به بند ۳۵۰ زندان اوین دستگیر و جمعاً به ۲۳ سال زندان محکوم شدند.
پس از گذشت چند ماه از ماجرای حمله به بند ۳۵۰ ، احمدرضا حائری (برادر سعید حائری یکی از زندانیان سیاسی مضروب) که نماینده منتخب خانواده‌های زندانیان سیاسی نیز بود ، جهت پیگیری آن واقعه از طریق صحبت با نمایندگان  مجلس و دولت ، توسط سپاه پاسداران دستگیر و به جرم  «اجتماع و تبانی علیه امنیت کشور» متهم و به سه سال و نیم حبس محکوم شد.
در سالگرد این حادثه خانواده زندانیان سیاسی مصدوم شده در حادثه طی نامه‌ای خواستار رسیدگی و مجازات مسببین حمله به زندانیان شدند.

### واکنش زندانیان سیاسی اوین
زندانیان سیاسی زندان اوین در اعتراض به عدم رسیدگی درمانی آسیب دیدگان و اعزام زندانیان به زندان انفرادی و ضرب و شتم زندانیان اقدام به اعتصاب غذا کردند و تا انتهای آزادی زندانیان در بند ، این اعتصاب به‌مدت ۱۴ روز ادامه داشت. در همین راستا نیز زندانیان زندان رجایی شهر نیز اعلام اعتصاب غذا کردند.
بعد از این واقعه ۲۶ زندانی سیاسی که در این جریان بر اثر ضرب و جرح مجروح شده‌بودند از مسوولین زندان شکایت کرده و خواستار مجازات «آمران و مسببان» این واقعه شدند.
ده ماه بعد از این حادثه دو تن از زندانیان سیاسی ( کامران ایازی و امید زارعی نژاد) که در این حادثه مصدوم شده بودند به علت آنچه که تبلیغ علیه نظام در خصوص حادثه هجوم به بند ۳۵۰) خوانده شد به زندان تعزیزی محکوم شدند.

### قوه قضائیه
در روز سوم هجوم نیروهای لباس شخصی به زندانیان، ریاست اداره کل زندان‌ها غلامحسین اسماعیلی که ابتدا هرگونه ضرب و شتم زندانیان را تکذیب کرده بود، از سمت خود برکنار شد. او بعداً به به سمت ریاست دادگستری استان تهران منصوب شد.
هم‌زمان با تغییر رئیس اداره کل زندان‌ها و رئیس زندان اوین در پی این حادثه، صادق آملی لاریجانی رئیس قوه قضاییه اعتراض‌ها علیه ضرب و شتم زندانیان سیاسی را تلاش از سوی فتنه گران برای «زنده کردن جریان فتنه» نامید.
غلامحسین محسنی اژه‌ای در نشست خبری ضمن رد هر گونه درگیری و عادی خواندن موضوع و بازرسی، گفت «کسانی که هم غائله آفریدند، چه در داخل و چه در خارج زندان حرف‌های خلاف زدند، حتماً تعقیب می‌شوند و برای آن‌ها پرونده تشکیل خواهد شد.»

### دولت یازدهم
پس از این ماجرا به گفته محمدباقر نوبخت، سخنگوی دولت یازدهم تشکیل تیمی برای بررسی وقایع اوین از سوی دولت ایجاد شد:

### مجلس شورای اسلامی
سخنگوی کمیسیون امنیت ملی مجلس دهم حسین نقوی حسینی اعلام کرد که جلسه‌ای با حضور رئیس سازمان زندان‌ها برگزار شده و رئیس سازمان زندان‌ها اعلام کرده‌است که: مأموران بازرسی افرادی غیر از کارکنان فعلی زندان بودند.
در جلسه علنی مجلس در ۱ اردیبهشت ۱۳۹۳ نه نفر از نمایندگان به مصطفی پورمحمدی وزیر دادگستری در خصوص ضرب و شتم زندانیان بند ۳۵۰ و ضرورت رسیدگی به این موضوع تذکر دادند.

### واکنش‌های بین‌المللی و داخلی
- مایکل مان، سخنگوی مسئول سیاست خارجی اتحادیه اروپا در گفتگو با روزنامه گاردین اعلام کرد که کاترین اشتون، حوادث پیش آمده در زندان اوین را دنبال می‌کند.[۲۸]
- عفو بین‌الملل طی بیانیه‌ای نسبت این به حادثه پنج شنبه سیاه و روند درمانی آسیب دیدگان ابراز نگرانی کرده و خواستار برخورداری افراد مجروح در این حادثه از امکانات درمانی شد و بررسی این ماجرا شد.[۲۹][۳۰]
- گزارشگران بدون مرز طی یک بیانیه خواستار تحقیق احمد شهید گزارشگر ویژه سازمان ملل در امور ایران در خصوص حوادث پنجشنبهٔ سیاه اوین شدند.
- عبدالکریم لاهیجی به عنوان رئیس فدراسیون جهانی جامعه‌های حقوق بشر نیز طی نامه سرگشاده به خانم پیلای، کمیسر عالی حقوق بشر سازمان ملل خواستار تحقیق و بررسی حادثه حمله به زندان اوین شد.[۳۱]
- در پی اعزام زندانیانی سیاسی به زندان انفرادی و ضرب و شتم آن‌ها و تراشیدن موی سر آن‌ها در این واقعه جنبشی تحت عنوان سرفرازان صورت گرفت و در آن پیشنهاد که از سوی جمعی از فعالان مدنی تهیه شده بود درخواست شد: «در همراهی با زندانیان سیاسی و نشان دادن آنکه این آزادگان سرفرازان این سرزمین‌اند و سرهای بی‌موی آنان بر فراز ایران قرار دارد، موهای خود را خواهیم تراشید.» این پیشنهاد با استقبال در داخل و خارج کشور مواجه شد به‌طوری‌که روزنامه لیبراسیون و تلویزیون فرانس ۲۴ طی به گزارشی در این خصوص پرداختند.[۳۲]
- کانون حمایت از خانواده جان باختگان و بازداشتی‌ها در سالگرد این حادثه ضمن محکوم کردن این ماجرا اعلام کرد که شش نفر از زندانیان پس از گذشت یک سال از شکایتشان به بند ۸ زندان اوین اعزام شدند.[۳۳]
- محمدرضا عارف رئیس بنیاد امید ایرانیان نیز در مراسم افتتاحیه شعبه اصفهان بنیاد امید خواستار «لزوم شفاف‌سازی مسئولان نسبت به وقایع بند ۳۵۰ اوین» شد.[۳۴]
- جبهه ملی ایران نیز در بیانیه‌ای حمله به زندانیان در بند ۳۵۰ را محکوم کرد.[۳۵]

## انحلال بند ۳۵۰
در پی این ماجرا تعداد زیادی از زندانیان امنیتی و عقیدتی بند ۳۵۰ به بندهای ۷ و ۸ زندان اوین یا زندان رجایی شهر منتقل و ورود زندانی جدید به بند سیاسی ۳۵۰ اوین ممنوع می‌شود.

## اسامی زندانیان منتقل شده به انفرادی
انتقال زندانیان به انفرادی در پی اعتراض آن‌ها به ضرب و شتم توسط مأموران طی دو نوبت صورت گرفت:
- نوبت اول :محمد، محمد داوری، مهدی خدایی، بهزاد عرب گل، غلامرضا خسروی، ابوالقاسم فولادوند، مهرداد آهن خواه، سهیل عربی، رضا اکبری منفرد، امیر دوربین قاضیانی، اسدالله هادی، اسدالله اسدی، مجید اسدی، بهنام ابراهیم‌زاده، سعید متین‌پور، سهیل بابادی، سروش ثابت، علی عسگری، سینا عظیمی، داور حسینی وجدان، سعید حایری، سمکو خلقتی، یاشار دارالشفاء، امیر رضازاده، امید زارعی نژاد، آرش همپای قره ملکی
- نوبت دوم: عبدالفتاح سلطانی، محمد شجاعی، مصطفی عبدی، هوتن دولتی، محمد امین هادوی

زندانیان منتقل شده در انفرادی در اعتراض به این موضوع دست به اعتصاب غذای نامحدود زدند که با پایان دوره انفرادی و توافق مسوولین زندان مبنی بر بازگشت آن‌ها به بند به اعتصاب غذای خود پایان دادند.